# Кошелівець Іван Максимович
Іван Максимович Кошелівець (справжнє прізвище: Ярешко) (10 (23) листопада 1907, Велика Кошелівка, Чернігівщина — 5 лютого 1999, Мюнхен) — український літературознавець, літературний критик, публіцист, редактор, перекладач, мемуарист, громадський діяч. Почесний доктор філософії Українського вільного університету в Мюнхені (ФРН), дійсний член Наукового товариства імені Шевченка та Української вільної академії наук.

## Біографія
Народився в селі Велика Кошелівка, Ніжинського повіту Чернігівської губернії, Російської імперії (нині село Ніжинського району Чернігівської області, України) в родині козака Максима Трофимовича Ярешка та Килини Григорівни. Закінчив сільську школу. Вступив до комсомолу, очолював комсомольський осередок в селі Великій Кошелівці, потім став членом ВКП(б). З 1927 року навчався в Ніжинському інституті народної освіти.
1930 року закінчив Ніжинський інститут народної освіти. У 1930 році працював директором середньої школи та шкільним вчителем у містечку Городниці на Житомирщині.
У 1930—1933 роках — асистент, доцент Кременчуцького інституту соціального виховання. Керував секцією наукових робітників у місті Кременчуці.
Весною 1933 року звинувачений в «гнилому лібералізмі» та українському націоналізмові, виключений із членів ВКП(б), звільнений з роботи в інституті та позбавлений права викладати у вищих навчальних закладах. Був безробітним, з осені 1933 року тимчасово працював на посаді доцента у Ніжинському педагогічному інституті. У квітні — листопаді 1934 року служив у Червоній армії.
З листопада 1934 року — вчитель, потім — заступник директора в середній школі міста Ніжина. 1938 року отримав дозвіл читати окремі курси з історії стародавньої української літератури в Ніжинському педагогічному інституті. 1940 року вступив до аспірантури Інституту літератури АН УРСР.
Під час 2-ї світової війни — співробітник і редактор газети «Ніжинські вісті».
Від 1944 року — в еміграції, з 1946 року — в Тіролі (Австрія), в таборі для «переміщених осіб». Від 1947 року в Зальцбурзі (Австрія) разом з іншими українськими письменниками, що емігрували з УРСР, почав видавати журнал «Літаври». Тут була опублікована його перша стаття «Нотатки про український роман».
У цей же час познайомився з В. Кубійовичем, який запропонував йому роботу в редакції «Енциклопедії українознавства». Від 1957 — член її редколегії і редактор відділу літератури. Написав велику кількість статей спеціально до «ЕУ».
У 1951—1955 роках редагував літературну сторінку часопису «Сучасна Україна» (виходив у Мюнхені). Згодом на її основі було створено «Українську літературну газету». У 1955—60 роках редагував її разом з Ю.Лавріненком. На кінець 1960 року часописи «Сучасна Україна» і «Українська літературна газета» були об'єднані, і з січня 1961 року почав виходити літературний і громададсько-політичний журнал «Сучасність». І. Кошелівець був його головним редактором протягом 1961—1966, 1976—1977, 1983—1984 років.
1992 року вперше після довгої перерви зміг відвідати Батьківщину. Згодом ще кілька разів був у Києві, 1997 року презентував книжку «Жанна д'Арк».
Був одружений із поетесою Еммою Андієвською.
Помер та похований у Мюнхені.
З метою увічнення пам'яті Івана Максимовича головний редактор міжнародного часопису «Соборність» Олександр Деко заснував у 1999 році Міжнародну літературну премію імені Івана Кошелівця.

## Творчість
Перекладав філософські та художні твори, зокрема Ф. Ніцше, Д. Дідро, Ф. Кафки.
Був упорядником і видавцем низки книг, зокрема:
1. «Панорама найновішої літератури в УРСР. Поезія. Проза. Критика» (Нью-Йорк, 1963; упорядник і видавець, 1974 — друге і доповнене видання);
2. «Симоненко В. Берег чекань» (Мюнхен, 1965, 1973; перевидання — К., 2001; упорядник);
3. «Україна 1956—1968: Збірник документів українських дисидентів» (польською мовою; Париж, 1969; Варшава, 1986; упорядник);
4. «Статті й промови з національного питання Миколи Скрипника» (Мюнхен, 1974; упорядник і видавець);
5. «Сверстюк Є. Вибране» (Мюнхен, 1979; упорядник)[4].